# Aymeric Simon-Lorière
Ne doit pas être confondu avec Clément Laurier.
Aymeric-Alain-André-Gérard Simon-Lorière, né le 30 juin 1944 à Paris et mort le 21 avril 1977 dans la même ville, est un homme politique (gaulliste) français. Les circonstances de sa mort n'ont jamais été éclaircies.

## Biographie
D'une famille d'industriels parisiens, descendant d'Hippolyte Marinoni, il suit ses études à la Faculté de droit de Paris et à l'Institut d’études politiques de Paris. Il épouse la fille de René Tavernier.
En 1970, il rejoint comme attaché parlementaire le cabinet de Michel Debré, alors ministre de la Défense.
Devenu maire de Sainte-Maxime, conseiller général du canton de Toulon-5 et membre du Conseil régional de Provence-Alpes-Côte d'Azur, il est député du Var de 1973 à 1977 (UDR).
Il devient secrétaire général adjoint de l'Association des maires de France en 1975.
Il subit un grave accident de la circulation le 17 décembre 1975, puis est retrouvé mort chez lui le 21 avril 1977. Le fait qu'il se soit intéressé à la commune de Toulon, fief de Maurice Arreckx, de surcroît UDF, et que l'on lui ait retrouvé deux balles dans le corps à son autopsie, a pu faire douter de l'hypothèse du suicide. Néanmoins, il n'est pas établi qu'il ait été assassiné par ses opposants politiques ayant utilisé les services de la mafia toulonnaise. Il repose au cimetière de Passy.

## Détail des fonctions et des mandats
- mars 1971 - mars 1977 : Maire de Sainte-Maxime
- septembre 1973 - 21 avril 1977 : Conseiller général du canton de Toulon-5
- 2 avril 1973 - 21 avril 1977 : Député de la 3e circonscription du Var